# Mike Adriano
Mike Adriano (* 30. června 1980) je americký režisér pornografických filmů a pornoherec. V několika posledních AVN Award, XBIZ Award a XRCO Award byl nominovaný na nejlepšího režiséra.

## Ceny a nominace
- 2008 AVN Award nominace – Nejlepší scéna skupinového sexu, Video – Rich Little Bitch (New Sensations) s Micah Moore, Riley Shy a Steve Holmes[6]
- 2011 AVN Award nominace – Nejlepší anální snímek – American Anal Sluts[7]
- 2011 AVN Award nominace – Nejlepší snímek z vlastního pohledu – Anal Overdose: POV+[7]
- 2011 AVN Award nominace – Nejlepší anální scéna – American Anal Sluts (Mike Adriano/Evil Angel) s Kirra Lynne, Jenna Moretti a Tatiana Kush[7]
- 2011 XBIZ Award nominace – Gonzo snímek roku – neúčinkující – American Anal Sluts[1]
- 2011 XBIZ Award nominace – Režisér roku, celkový přínos[1]
- 2012 AVN Award vítěz – Nejlepší snímek s orálním sexem – American Cocksucking Sluts[2]
- 2012 AVN Award vítěz – Nejvíce pobuřující scéna – American Cocksucking Sluts (režie – Mike Adriano/Evil Angel) a Brooklyn Lee a Juelz Ventura[2]
- 2012 AVN Award vítěz – Nejlepší scéna s orálním sexem – American Cocksucking Sluts (režie – Mike Adriano/Evil Angel) s Brooklyn Lee a Juelz Ventura[2]
- 2012 AVN Award nominace – Nejlepší chlapecká/dívčí scéna – Cum for Me (Digital Sin) s Andy San Dimas, Nejlepší scéna s orálním sexem – American Cocksucking Sluts (Mike Adriano/Evil Angel) s Kagney Linn Karter, Breanne Benson a Allie Haze, Režisér roku (celkový přínos), a Nejlepší anální snímek – Anal Inferno (Mike Adriano/Evil Angel)[3]
- 2012 XRCO Award nominace – Nejlepší režisér – neúčinkující[4]
- 2013 AVN Award vítěz – Nejlepší snímek s orálním sexem – American Cocksucking Sluts 2 (Mike Adriano/Evil Angel)[8]
- 2013 AVN Award nominace – Nejlepší režisér (neúčinkující), Nejhravější název roku a Nejlepší anální snímek – The Spit & the Speculum (Mike Adriano/Evil Angel), Nejlepší scéna s orálním sexem – Filthy Cocksucking Auditions (Mike Adriano/Evil Angel) s Jessie Andrews & Cassandra Nix, Režisér roku (celkový přínos), Mužský představitel roku, Nejlepší etnický snímek, Asiati – Asian Anal Addiction (Mike Adriano/Evil Angel), Nejlepší mezirasový snímek – Black Anal Beauties 3 (Mike Adriano/Evil Angel), Nejlepší MILF/Cougar snímek – Anal Motherfucker (Mike Adriano/Evil Angel), a Nejlepší snímek s orálním sexem – Slurpy Throatsluts (Mike Adriano/Evil Angel)[5]
- 2013 XRCO Award nominace – Mužský představitel roku[9]